# Faizabad
Faizabad o Fyzabad (hindi फ़ैज़ाबाद urdú فیض آباد) és una ciutat de l'Índia a l'estat d'Uttar Pradesh. És la capital del districte de Faizabad, a la riba del Ghaghra. Està molt propera a Ayodhya, la ciutat sagrada on va nàixer Rama i capital d'un antic regne. Fou capital dels nawabs d'Oudh del 1756 al 1781 i ja abans Mansur Ali Khan hi havia residit temporalment després de 1732. La població al cens del 2001 era de 144.924 habitants. El 1881 tenia 43.927 habitants. Va entrar en decadència el 1816 després de la mort de la coneguda Bahu Begam que la va posseir lliure de renda des de 1798 i que va viure i morir a la ciutat; el seu mausoleu és un dels més interessants d'Oudh.